# Gva'ot
Gva'ot (hebrejsky גְּבָעוֹת, doslova „Kopce“) je izraelská osada typu společná osada (jišuv kehilati) na Západním břehu Jordánu v distriktu Judea a Samaří a v Oblastní radě Guš Ecion.

## Geografie
Nachází se v nadmořské výšce cca 720 metrů v severní části Judska a v centrální části Judských hor. Gva'ot leží cca 10 kilometrů jihozápadně od města Betlém, cca 15 kilometrů jihozápadně od historického jádra Jeruzalému a cca 53 kilometrů jihovýchodně od centra Tel Avivu. Osada Gva'ot je na dopravní síť Západního břehu Jordánu napojena pomocí lokální silnice číslo 367, která probíhá východně od obce a která se pak dále na jihovýchodě napojuje na silnici číslo 60 – hlavní severojižní tepnu Judska.
Gva'ot je součástí územně kompaktního bloku izraelských sídel zvaného Guš Ecion, který je tvořen hustou sítí izraelských vesnic a měst. Uvnitř bloku se ale nacházejí i některé palestinské sídelní enklávy. Nejblíže ke Gva'ot je to vesnice Jab'a a město Nahalin.

## Dějiny
Gva'ot leží v oblasti historického bloku Guš Ecion, který má tradici moderního židovského osídlení ještě z doby před vznikem současného státu Izrael. Samotná osada v této lokalitě ale vznikla až po dobytí Západního břehu Jordánu izraelskou armádou, tedy po roce 1967. 28. srpna 1982 izraelská vláda souhlasila se zřízením osady typu Nachal (tedy kombinace vojenského a civilního osídlení) na tomto místě. K tomu pak došlo v roce 1984. Osada se tehdy nazývala Nachal Gva'ot (Nahal Gva'ot), též Ecion H nebo Anhil. Stále ale šlo v podstatě jen o malou základnu izraelské armády.
Teprve v roce 1997 zde byla založena ješiva a její absolventi se tu trvale usídlili, čímž vznikla nynější civilní osada. Trvalé osídlení tu ustaveno v roce 1998. 1. července 1998 bylo rozhodnuto přičlenit území osady do administrativních hranic nedaleké obce Alon Švut, za jejíž součást je Gva'ot považována, třebaže fakticky jde o nezávislou osadu s vlastním zastoupením v Oblastní radě Guš Ecion. Obec je soustředěna okolo zdejší Hesder Ješivy Švut Jisrael (שבות ישראל), která zajišťuje kombinaci náboženského studia a vojenské přípravy.
Počátkem 21. století byla osada Gva'ot stejně jako téměř celá oblast Guš Ecion zahrnuta do bezpečnostní bariéry. Podle stavu k roku 2008 sice tato bariéra ještě nebyla v tomto úseku postavena, ale její trasa již je definitivně stanovena.

## Demografie
Obyvatelstvo obce Gva'ot nábožensky založené. Přesná data o demografickém vývoji nejsou k dispozici, protože obec je formálně považována za součást nedaleké osady Alon Švut. Internetové stránky obce zde uvádějí 12 rodin.